# 巴约什·拉兹吉尔德耶夫
巴约什·拉兹吉尔德耶夫（俄语：князь Баюш Разгильдеев，?—?）是17世纪俄罗斯混乱时期的一位鞑靼军阀 。1612年，他成功守住阿尔扎马斯并击败了諾蓋人，杀死對方500名士兵並奪取了對方的旗帜，同時還释放了大约7,000 名人质。由于这一壮举，他于1613年被授予亲王称号。1618年這一稱號獲得沙皇米哈伊爾一世的承認。